# Karim Bagheri
Karim Bagheri est un footballeur iranien né le 24 février 1974 à Tabriz.

## Palmarès
- Championnat d'Iran de football : vainqueur en 2002 et 2008 avec le Pirouzi Teheran
- Ligue des champions arabes : vainqueur en 2001 avec Al Sadd Doha
- Championnat d'Allemagne de football de deuxième division : vainqueur en 1999 avec l'Arminia Bielefeld